# جون بينيت (سياسي أسترالي)
جون بينيت (بالإنجليزية: John Bennett)‏ هو محامي وسياسي أسترالي، ولد في 1824، وتوفي في 1887. انتخب عضو المجلس التشريعي الفيكتوري (نوفمبر 1856 – 1 مايو 1863).